# Turbonilla middendorffi
Turbonilla middendorffi är en snäckart som beskrevs av Bartsch 1927. Turbonilla middendorffi ingår i släktet Turbonilla och familjen Pyramidellidae. Inga underarter finns listade i Catalogue of Life.